# SIG MKMS短機関銃
SIG MKMSは、1934年にスイスで開発された短機関銃である。名称は「軍用自動カービン、側面排莢型」（Maschinenkarabiner für Militär, Hülsenauswurf seitlich）を略したものである。

## 概要

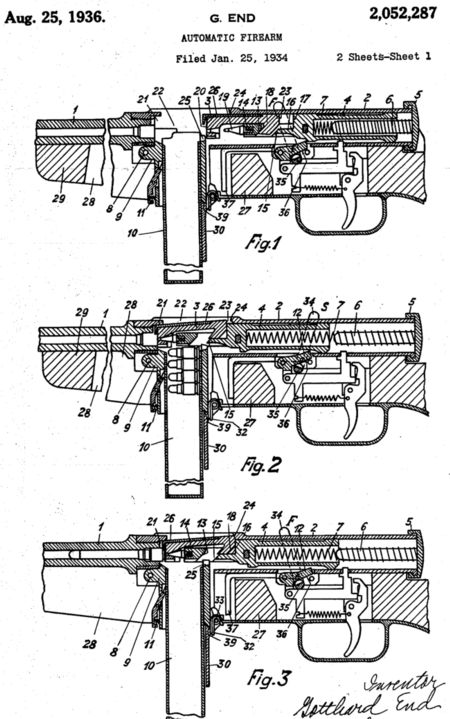
MKMO・MKPOの機関部を示す構造図

スイス工業社（SIG）では、ベルクマン社とのライセンス契約のもと、1920年から短機関銃の製造販売に着手した。当時、スイス軍では短機関銃の必要性をさほど認めていなかったため、SIG社はもっぱら国外での販売に焦点を当てていた。当初の製品はMP18に独自の改良を取り入れたモデルだったが、1927年にはライセンスが失効したため、新たな短機関銃を独自に設計しなければならなくなった。
1930年、単に自動カービン（Maschinenkarabiner）とも称された実験的な9mmパラベラム弾仕様短機関銃の設計が進められていた。これは全長950mm、銃身長250mm、質量4.65kgという大きさで、全長/銃身長ともにMP18よりも長かった。ゴットハルト・エンド（Gotthard End）とガエツキ（Gaetzki）の両技師は、この時点で後のMKMOシリーズの特徴となる弾倉折畳の構造を世界で初めて設計に取り入れていたが、折り畳み方向は前方ではなく後方であった。1935年、1930年式自動カービンの設計を元に、ハンガリー出身のキラーイ・パール技師が改良した前方折畳式の弾倉を備える新型短機関銃が発表された。このモデルにはMKMO、すなわち「軍用自動カービン、上面排莢型」（Maschinenkarabiner für Militär, Hülsenauswurf oben）なる製品名が与えられた。
使用弾は、拳銃弾としては強力な9x25mmモーゼル弾（モーゼル・エクスポート弾）であった。また、この強力な銃弾を安全に射撃するために、キラーイが考案したレバー遅延式ブローバック機構（キラーイ・システム）を採用していた。排莢口は銃の真上に設けられていた。1930年代の短機関銃としては長めの銃身が特徴の1つで、着剣装置も備えていた。弾倉は40連発で、運搬時には銃身下に折り畳むことができる。銃床や照準器の形状は、K31小銃を踏襲している。そのほか、機関部後端のキャップが締まりきっていないと引き金が動かない、セーフティレバーを掛けた状態でないとキャップを外せないなど、複数の機械的な安全措置が組み込まれている。引き金は2段式で、軽く引けばセミオート射撃が、強く引けばフルオート射撃が行えた。
MKPO、すなわち「警察用自動カービン、上面排莢型」（Maschinenkarabiner für Polizei, Hülsenauswurf oben）は、警察向けに設計されたモデルで、MKMOよりも銃身が短く、着剣装置を備えない。折畳構造の都合から、銃身と同様に短縮した30連発の箱型弾倉を使用する。
MKMOは丁寧に作られた短機関銃ではあったが、競合製品よりも複雑かつ高価で、売上は振るわず、1937年には製造が中止された。同年、複雑なキラーイ・システムをシンプルブローバック方式に置き換え、簡素化を図ったMKMSが発表された。MKMSの使用弾は、7.63x25mmモーゼル弾、7.65x21mmパラベラム弾、9x19mmパラベラム弾の3種類あったが、9x19mm弾仕様のモデルが最も大量に製造された。「側面排莢型」という名称が示すように、排莢口は右斜め上に変更された。MKPOと同様の警察向けモデルとして、MKPSが存在する。
MKMS/MKPSも売上は振るわず、1933年から1939年までの製造数は4種類を合わせてもわずか1,228丁だった。バチカンのスイス衛兵やフィンランド軍によって使用された。1940年に製造が終了した。スイスでは警察で採用されたものの、調達数はわずか60丁で、1960年代にはこのうちの25丁が廃棄されたという記録がある。
282丁のMKMSを購入したフィンランド軍は、最も多くこの銃を運用した組織である。これらのMKMSは、冬戦争の最中に有用性が示された短機関銃の配備が拡大される過程において、国産短機関銃の不足を補う目的で調達されたものである。ただし、最初の40丁ほどがフィンランドに到着したのは、冬戦争終結から5日後だった。フィンランドは90,121スイス・フランを支払い口径を9x19mm仕様を242丁購入、同様に16,100スイスフランで7.65x21mm仕様を40丁購入している。これら合わせて282丁のMKMSは、3月から6月にかけて5回に分けて到着した。予備の弾倉やスペアパーツも付属していたほか、フィンランドではのちに予備銃身を国内で生産している。その後の継続戦争では、本国部隊や輜重部隊、沿岸防衛部隊など、主に後方で使われた。継続戦争を通じ、購入したMKMSの3分の1が失われた。戦後は予備装備として保管されていたが、1960年代には7.65mm仕様の銃は廃棄あるいは輸出して処分され、残りも1970年代初頭に各国軍および民間の顧客に放出された。フィンランドでは生産地に基づくノイハウゼン短機関銃（KP NEUHAUSEN）の呼称で知られ、7.65mm仕様が765 KP NEUHAUSENあるいは7,65 kp/Neuh.、9mm仕様が900 KP NEUHAUSENあるいは9,00 kp/Neuh.と呼ばれた。